# Оцінювання цінних паперів
Цінні папери — документи встановленої форми з відповідними реквізитами, що посвідчують грошові або інші майнові права, визначають взаємовідносини особи, яка їх розмістила видала), і власника, та передбачають виконання зобов'язань згідно з умовами їх розміщення, а також можливість передачі прав, що випливають із цих документів, іншим особам.
Оцінка цінних паперів покликана визначити їх ринкову і інвестиційну вартість. Через низку обставин інвестиційна вартість не завжди збігається з ринковою. Існуюча різниця пояснюється специфікою оцінки майбутньої прибутковості, уявленнями про міру ризику, податковою ситуацією тощо.
Цінні папери за порядком їх розміщення (видачі) поділяються на емісійні та неемісійні. Емісійні цінні папери — цінні папери, що посвідчують однакові права їх власників у межах одного випуску стосовно особи, яка бере на себе відповідні зобов'язання (емітент).
До емісійних цінних паперів належать: акції; облігації підприємств; облігації місцевих позик; державні облігації України; іпотечні сертифікати; іпотечні облігації; сертифікати фондів операцій з нерухомістю; інвестиційні сертифікати; казначейські зобов'язання України. Специфіка оцінки вартості цінних паперів визначається тим, що цінний папір, будучи товаром, який обертається на фондовому ринку, є і спеціальною формою існування капіталу компанії. Одночасно з цим цінний папір не є матеріальним товаром, а його вартість визначається правами, які він надає своєму власникові. Тому оцінка цінних паперів ґрунтується на точному аналізі сукупності прав їх власника і подальшому розрахунку вартості цих прав [2].
У більшості випадків, коли йдеться про визначення вартості цінних паперів, в першу чергу мається на увазі проведення експертної оцінки акцій. Метою проведення таких робіт, знову ж таки в більшості випадків, є збільшення статутного капіталу підприємства шляхом проведення додаткової емісії акцій. Тому в даній статті основну увагу приділено саме цьому виду цінних паперів [2].
Визначення ринкової вартості такого виду цінних паперів як акції має свою специфіку. Існують методичні підходи, за допомогою яких оцінка вартості проходить, виходячи з інформації по проведених операціях купівлі-продажу таких акцій, або виходячи з розміру прибутку (дивідендів), які папери приносять своєму власнику. Але в абсолютній більшості реальних випадків вартість підприємства визначається через оцінку активів, які обліковуються на балансі, за вирахуванням вартості зобов'язань компанії.
Наприклад, є акціонерне товариство, у якого на балансі знаходяться меблі та комп'ютерна техніка. Борги інших компаній перед нашим підприємством становлять 20 000 грн, а ми в свою чергу повинні комусь 15 000 грн. В результаті проведення переоцінки основних засобів визначення вартості обладнання та меблів) з'ясувалося, що їхня ринкова вартість становить 10 000 грн. Таким чином, вартість пакета акцій, що становить 100 % статутного капіталу, визначається як: 10 000 + 20 000 -15 000 = 15 000 грн. Отримана величина ще називається вартістю чистих активів, вона ж є основною при проведенні оцінки корпоративних прав підприємств, які не є акціонерними товариствами. Тепер залишилося тільки визначити вартість одного цінного паперу шляхом ділення отриманої величини на загальну кількість акцій. Більшість подібних робіт з визначення вартості в обов'язковому порядку проходить узгодження (перевірку правильності) у Національній комісії з цінних паперів та фондового ринку, тому до вибору оціночної компанії для проведення оцінки акцій потрібно підходити максимально уважно [1].
Другим за поширеністю видом оцінки цінних паперів є оцінка облігацій. На відміну від визначення ринкової вартості акцій, вартість облігацій найчастіше розраховується або через розмір доходу, який папір принесе своєму власнику в майбутньому, або, виходячи з інформації про фактичні угоди купівлі-продажу облігацій того ж емітента.
Варто звернути увагу на те, що ринкова вартість таких цінних паперів відрізняється від номінальної величини доходу, який облігація принесе в майбутньому. Наприклад, якщо через рік очікується дохід в розмірі 100 000 грн, то поточна вартість такого папера на сьогодні буде нижче. Це пов'язано з тим, що гроші, як відомо, змінюють свою вартість у часі. Можна провести аналогію з банківським депозитом: скільки треба покласти на депозит сьогодні при ставці 16 % річних, щоб через рік отримати 100 000 грн. В даному випадку, очевидно, що поточна вартість цього депозиту складе 100 000 / 1,16 = 86 200 грн. Приблизно за таким самим принципом відбувається оцінка облігацій. Така аналогія є доволі спрощеною, але на мій погляд цілком придатна для загального розуміння суті питання [1].
Крім визначення вартості акцій та облігацій, також проводять оцінку цінних паперів інших видів, зокрема, векселів та інвестиційних сертифікатів. При цьому процедура визначення вартості векселя дуже нагадує аналогічну процедуру для облігацій, а інвестиційні сертифікати за своєю природою схожі на акції. Враховуючи малу поширеність цих видів цінних паперів, ми не будемо детально розглядати їх в рамках даної статті.